# Host Lucreci Triciptí
Host Lucreci Triciptí (en llatí Hostus Lucretius L. F. T. N. Triciptinus) va ser un magistrat romà. Era fill de Lucius Lucretius Triciptinus, cònsol l'any 462 aC. Formava part de la gens Lucrècia i era de la família dels Triciptí.
Va ser elegit cònsol l'any 429 aC junt amb Luci Sergi Fidenes. Durant el seu consolat no es va produir cap fet destacat.